# سیلابل دسکتاپ
سیلابل دسکتاپ (به انگلیسی: Syllable Desktop) نام یک سیستم‌عامل رایانه برای پردازنده‌های سری پنتیوم است که به صورت یک نرم‌افزار آزاد توسعه داده می‌شود. هدف این سیستم‌عامل ایجاد کردن سیستم‌عاملی برای کاربران خانگی و ادارات کوچک است که استفاده از آن آسان باشد. این سیستم‌عامل در ژوئیه سال ۲۰۰۲ از  AtheOS  منشعب شد. این سیستم‌عامل یک مرورگر وب توکار به نام Webster دارد که مبتنی بر کیوت است و همینطور یک یک کلاینت ایمیل توکار به نام Whisper، یک مدیا پلیر، IDE برای برنامه‌نویسی، و بسیاری برنامه دیگر را با خود به صورت پیشفرض دارد. این سیستم تا حدود زیادی با استاندارد پازیکس سازگار است و از چند پردازشی متقارن هم پشتیبانی می‌کند. برنامه‌هایی نظیر ویم، پرل، پایتون بر روی این سیستم‌عامل پورت شده‌اند و از سیستم‌فایل‌هایی نظیر FAT (به صورت خواندنی-نوشتنی) NTFS (به صورت فقط-خواندنی) و همینطور ext2 (فقط-خواندنی) پشتیبانی می‌کند. این سیستم‌عامل درایورهای سخت‌افزاری اکثر سخت‌افزارهای رایج از جمله کارت گرافیک، صدا و کارت شبکه را دارد. سیلابل یک سیستم‌عامل متن‌باز است و تحت پروانه جی‌پی‌ال منتشر می‌شود. نسخه دیگری از این سیستم‌عامل Syllable Server است که مبتنی بر هسته لینوکس است.